# Vandament Glacier
Vandament Glacier är en glaciär i Antarktis. Den ligger i Östantarktis. Nya Zeeland gör anspråk på området. Vandament Glacier ligger 2 282 meter över havet.
Terrängen runt Vandament Glacier är lite bergig. Trakten är obefolkad. Det finns inga samhällen i närheten.